# Kerstin Knopf
Kerstin Knopf ist eine deutsche Amerikanistin.

## Leben
Von 1990 bis 1997 studierte sie amerikanische und kanadische Literatur und Kulturen, spanische und skandinavische Philologie an der Universität Greifswald und an der California State Polytechnic University, Pomona, der Universität Göteborg und der First Nations University of Canada. Sie erwarb 2003 die Promotion zur Doktorin der Philosophie und 2012 die Habilitation (Venia Legendi für Amerikanistik/Neue Englischsprachige Literaturen). Seit 2015 ist sie Professorin für postkoloniale Literatur- und Kulturwissenschaften an der Universität Bremen.
Ihre Forschungsinteressen sind postkolonialer Film und Medien, Erkenntnistheoretische Machtverhältnisse und postkoloniales Wissen, deutsche Kolonialtexte in Papua-Neuguinea, postkoloniale Studien (Kulturen, Theorien, Literaturen und Filme), indigene Literaturen, Film und Medien weltweit, afrikanische-Diaspora-Studien, amerikanische und kanadische Literatur des 19. Jahrhunderts, amerikanische Gefängnisliteratur und Frauen- und Geschlechterforschung.

## Schriften (Auswahl)
- mit Dörte Putensen und Monika Schneikart (Hg.): Frauen im Ostseeraum. Gleicher Kulturraum, unterschiedliche Traditionen, gemeinsame Zukunft? Internationale Tagung des Interdisziplinären Zentrums für Frauen- und Geschlechterstudien an der Universität Greifswald. Herbolzheim 2003, ISBN 3-8255-0365-8.
- mit Monika Schneikart (Hg.): Sex/ismus und Medien. Herbolzheim 2007, ISBN 3-8255-0627-4.
- Decolonizing the lens of power. Indigenous films in North America. Amsterdam 2008, ISBN 90-420-2543-3.
- Hg.: North America in the 21st century. Tribal, local, and global. Festschrift für Hartmut Lutz. Trier 2011, ISBN 978-3-86821-292-1.